# Hazard (Kentucky)
Pour les articles homonymes, voir Hazard.
La ville de Hazard est le siège du comté de Perry, dans l’État du Kentucky, aux États-Unis. Sa population s’élevait à 4 456 habitants lors du recensement de 2010, estimée à 5 300 habitants en 2016.